# 李纘
李纉（1521年—？），字存孝，福建泉州府晉江縣人，民籍，明朝政治人物。

## 生平
嘉靖二十五年（1546年）丙午科福建鄉試第十名舉人。嘉靖二十九年（1550年）中式庚戌科會試第四名，二甲第六十三名進士。曾官禮部精膳司署郎中，改祠祭司，三十九年十月升景王府左長史，十二月加正四品服色俸级。四十四年官至鴻臚寺少卿。

## 家族
曾祖李文采；祖父李朝機；父李興仁，母陳氏；繼母張氏；母謝氏。具庆下。兄李續。